# Bahamas-Leaks
Als Bahamas-Leaks werden vertrauliche Unterlagen des bahamaischen Unternehmensregister bezeichnet, die infolge eines Datenlecks am 21. September 2016 an die Öffentlichkeit gelangten. Sie enthalten Angaben über 175.888 Briefkastenfirmen und Stiftungen, die zwischen 1990 und 2016 gegründet wurden.
Die Enthüllungen deckten u. a. auf, dass Neelie Kroes, Amber Rudd, William Francis Morneau, Carlos Caballero Argáez, Manuel Domingos Vicente, Hamad ibn Dschasim ibn Dschabir Al Thani, Süchbaataryn Batbold und Georg Freiherr von Waldenfels eine Briefkastenfirma auf den Bahamas besaßen.
Susanne Klatten, Stefan Quandt sowie Sportlegenden um Uwe Seeler hatten seit den Achtzigerjahren Gesellschaften in der karibischen Steueroase gemeldet. Das geht aus Unterlagen hervor, die dem SPIEGEL vorliegen. Demnach waren neben dem Ehepaar Seeler der frühere Bremer Fußball-Nationalspieler Max Lorenz, der frühere Zehnkampf-Olympiasieger Willi Holdorf sowie weitere in Deutschland ansässige Aktionäre Besitzer der Triton Company (1980), die noch immer in City of Freeport gemeldet ist.